# Nowy Odwach
Nowy Odwach (niem. Neue Wache) – klasycystyczny budynek, znajdujący się w Berlinie, w dzielnicy Mitte, przy alei Unter den Linden. Zbudowany w latach 1816–1818 gmach od 1993 roku pełni funkcję pomnikową, związaną z upamiętnieniem ofiar wojny i tyranii, stanowiąc przy tym Centralne Miejsce Pamięci Republiki Federalnej Niemiec (niem. Zentrale Gedenkstätte der Bundesrepublik Deutschland). Budynek, będący pierwszym dziełem Karla Friedricha Schinkla zrealizowanym na terenie Berlina jest uważany za jeden z najważniejszych obiektów niemieckiego klasycyzmu.

## Historia

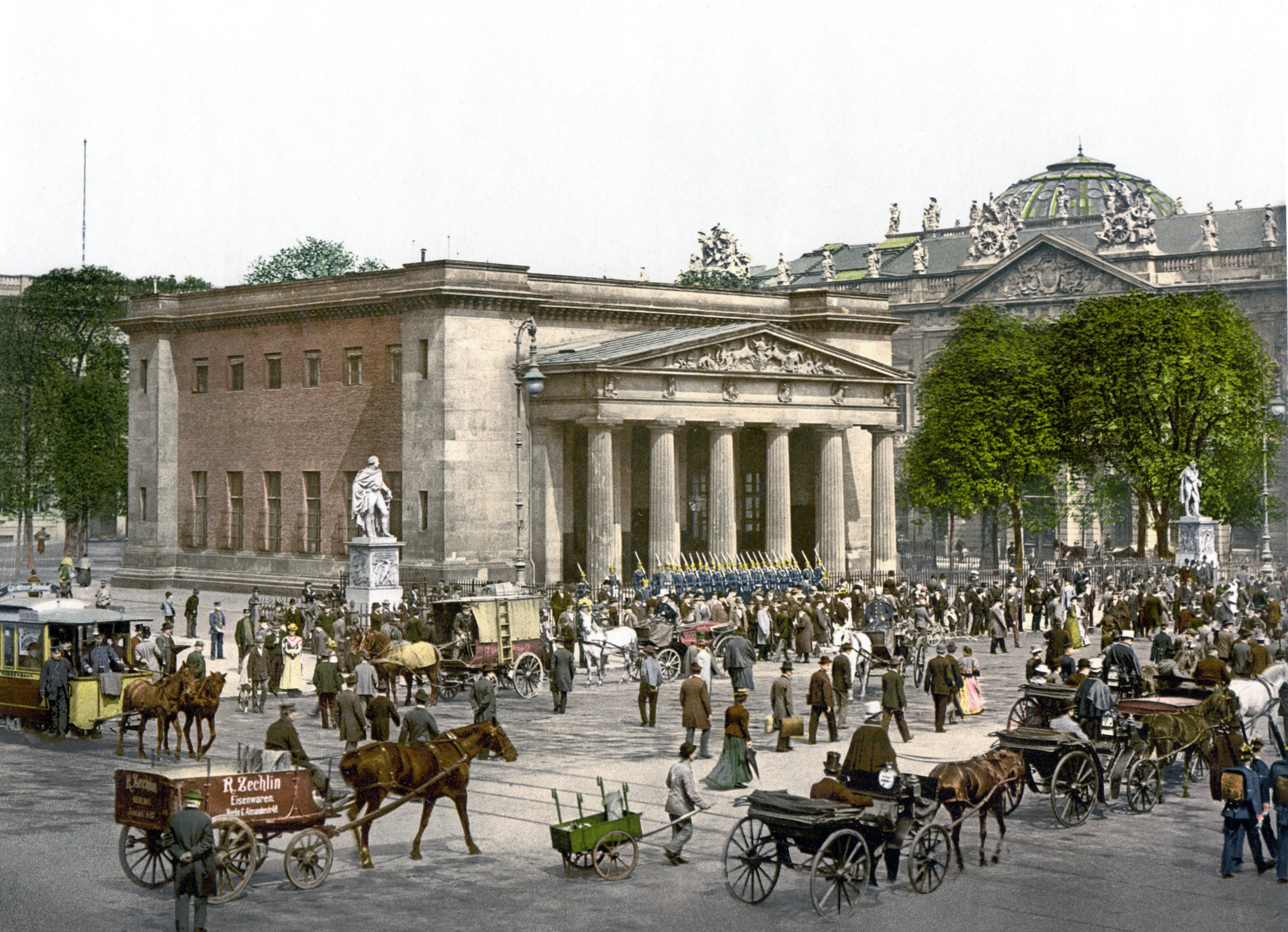
Nowy Odwach około 1900 roku

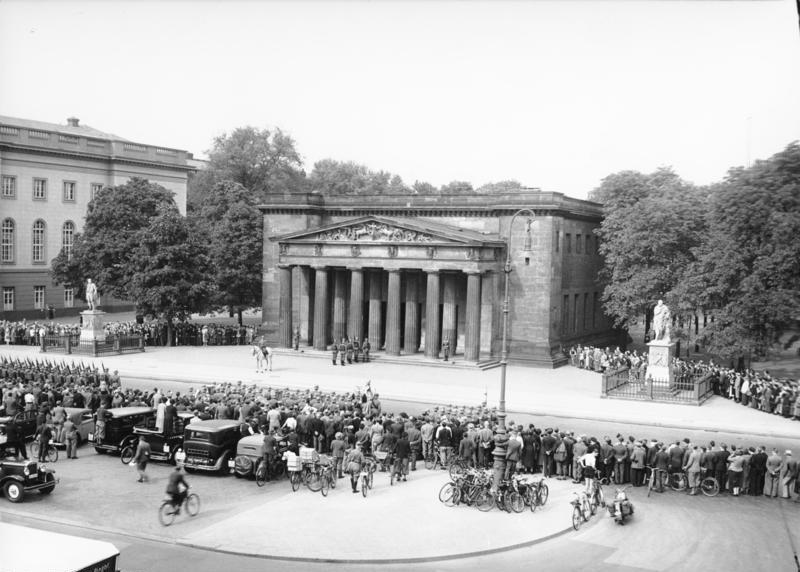
Nowy Odwach w 1938 roku

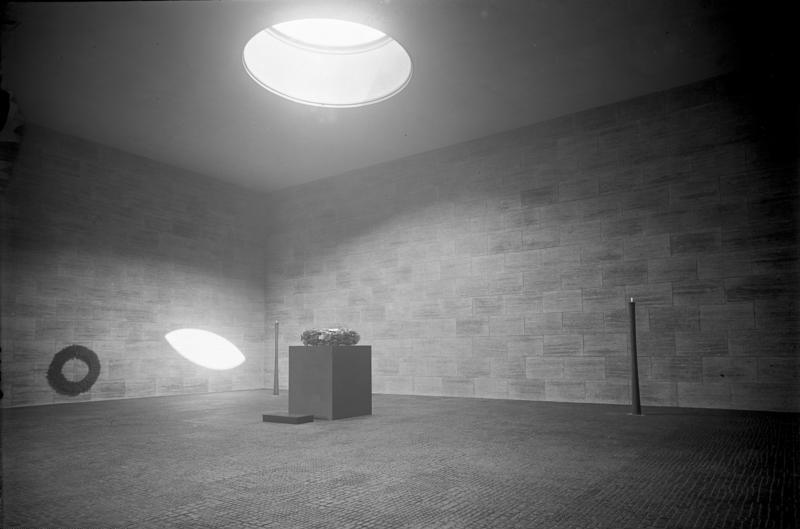
Wnętrze budynku w 1931 roku

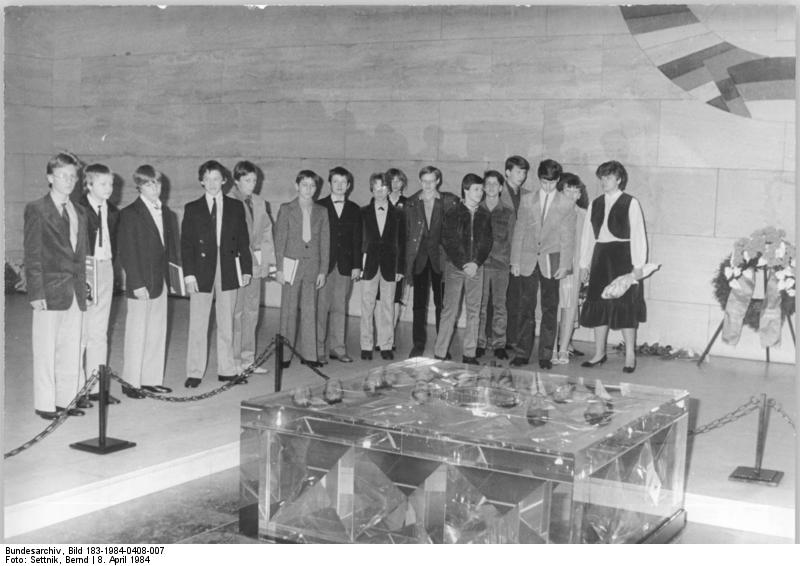
Wnętrze budynku w 1984 roku; wizyta młodzieży z okazji Jugendweihe

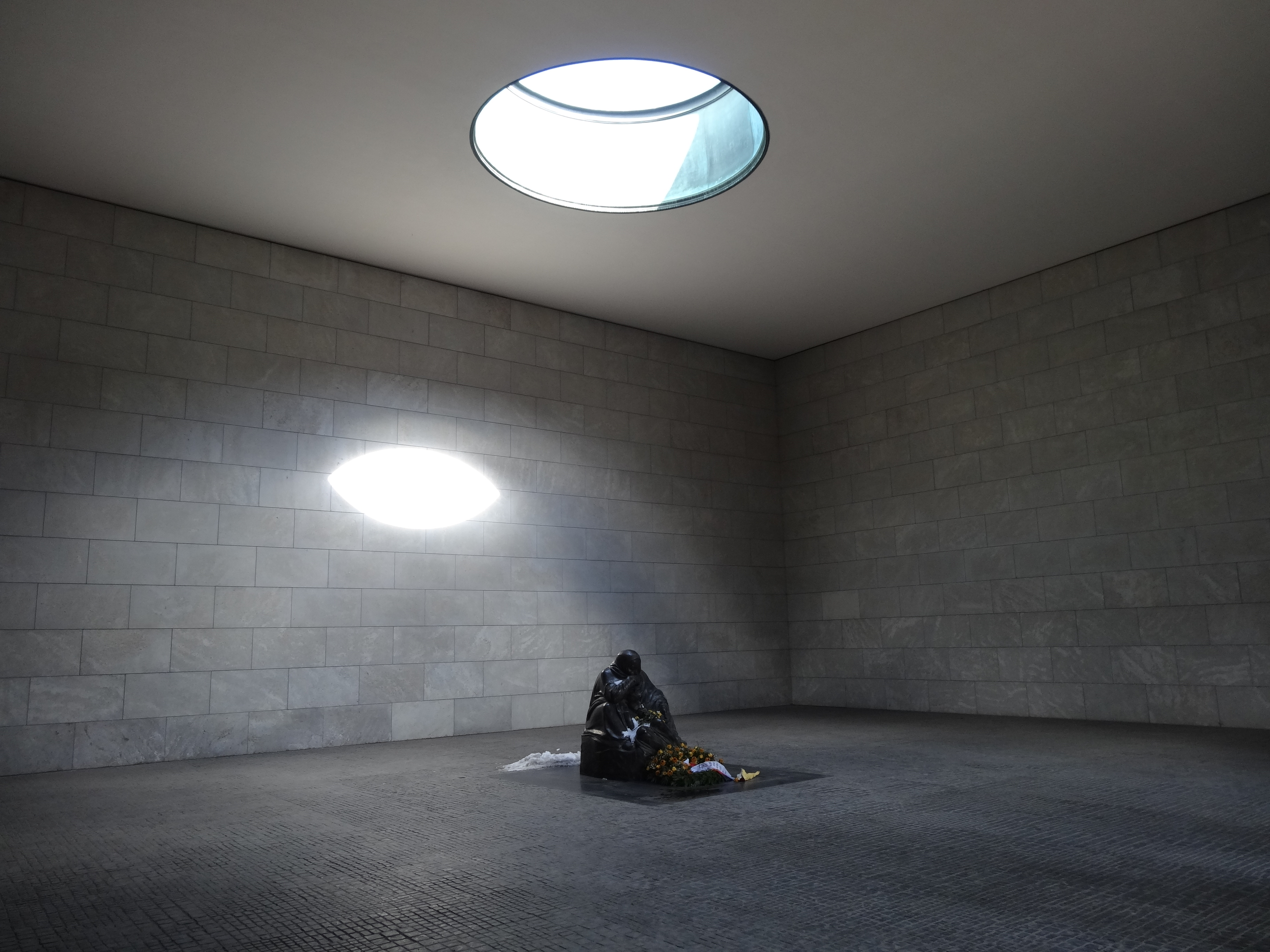
Wnętrze budynku w 2013 roku

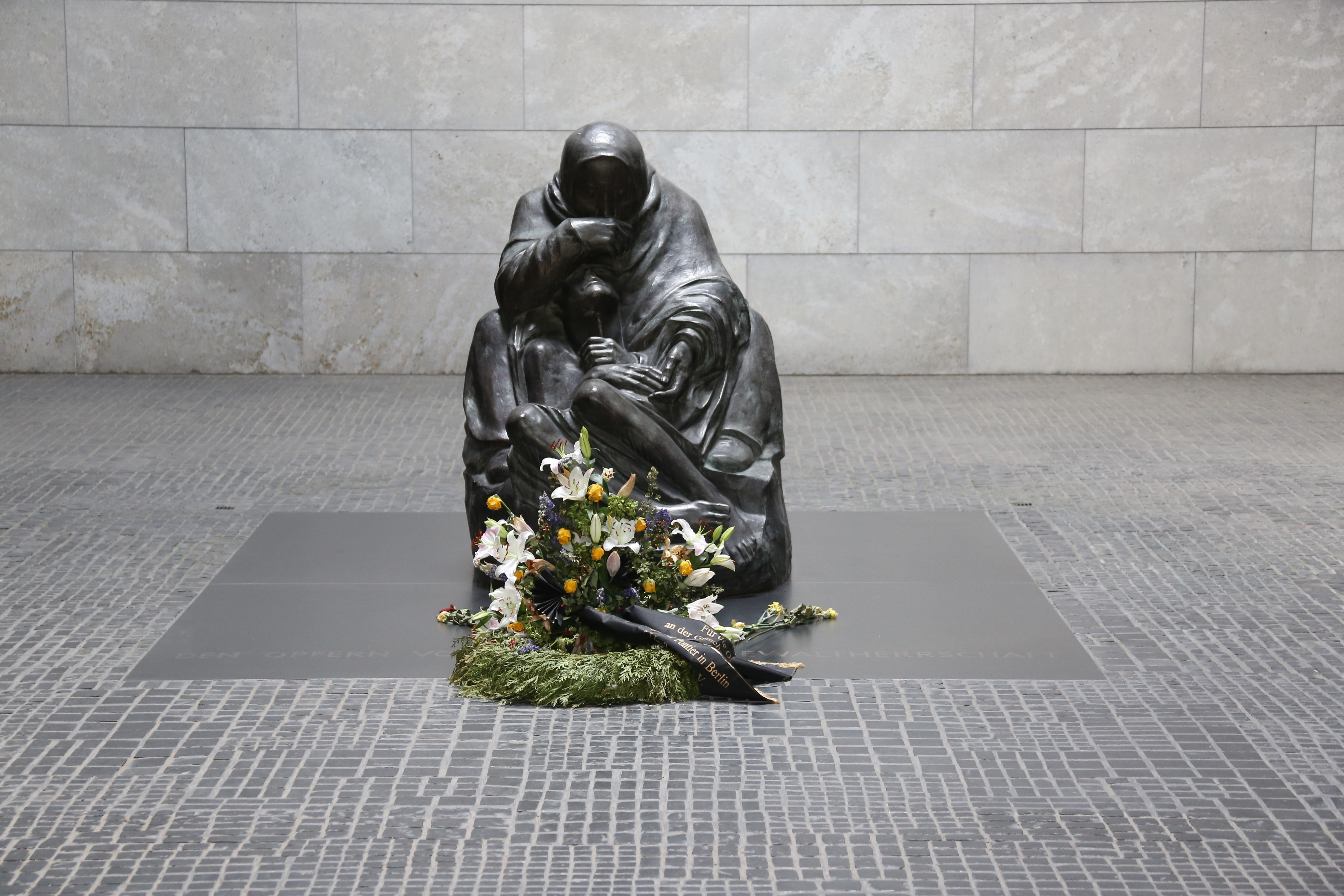
Znajdująca się wewnątrz budynku kopia rzeźby Käthe Kollwitz Mutter mit totem Sohn (pol. Matka ze zmarłym synem)

Nowy Odwach został zbudowany w stylu klasycystycznym w latach 1816–1818 według projektu architekta Karla Friedricha Schinkla. Gmach, będący pierwszą realizacją Schinkla na terenie Berlina powstał przy Unter den Linden na zlecenie króla Fryderyka Wilhelma III jako posterunek straży królewskiej na miejscu starego, przeznaczonego do tego celu obiektu, a także forma upamiętnienia żołnierzy poległych w wojnach napoleońskich. 18 września 1818 roku przed Nowym Odwachem odbył się pierwszy uroczysty pochód strażników, związany z wizytą cara Aleksandra I, ówczesnego sojusznika Królestwa Prus przeciwko Napoleonowi Bonapartemu. Budynek pełnił funkcję miejsca wart głównej i królewskiej straży (niem. Haupt- und Königswache) do czasu upadku monarchii w 1918 roku.
Po utworzeniu Republiki Weimarskiej prowadzono dyskusje nad zagospodarowaniem Nowego Odwachu i w 1925 roku budynek został wstępnie wybrany do ulokowania ogólnokrajowego miejsca pamięci żołnierzy zabitych podczas I wojny światowej. Rząd Prus wyrażał poparcie dla tej koncepcji, jednak z powodu sprzeciwu władz niemieckich prowincji południowych, które przy tym utworzyły własne miejsce pamięci w postaci tzw. Świętego Gaju (niem. Heiliger Hain) na terenie Turyngii nie doczekała się ona realizacji.
Temat został podjęty na nowo w listopadzie 1929 roku przez pruskiego premiera Ottona Brauna, z inicjatywy którego ogłoszono konkurs architektoniczny na przekształcenie Nowego Odwachu w miejsce pamięci. W lipcu 1930 roku konkurs został rozstrzygnięty, zaś jego zwycięzcą został Heinrich Tessenow. Podczas przeprowadzonej według projektu Tessenowa przebudowy w suficie wnętrza budynku wykonano okrągły świetlik, zaś na środku pomieszczenia postawiono mierzący 2 m wysokości i wykonany z czarnego granitu postument, na którym umieszczono na zrobionych ze złota i platyny podstawkach srebrny wieniec, będący dziełem rzeźbiarza Ludwiga Giesa. Po bokach postumentu postawione zostały z kolei dwa wąskie, wykonane z brązu kandelabry. 2 czerwca 1931 roku dokonano otwarcia przebudowanego Nowego Odwachu jako Ehrenmal der Preußischen Staatsregierung (pol. Pomnik Wojenny Państwa Pruskiego). Wygląd wnętrza obiektu, które przedstawiało się jako pusta, abstrakcyjna przestrzeń wywoływał skrajne odczucia i spory.
Po dojściu do władzy nazistów obiekt dalej pełnił swoją funkcję miejsca pamięci poległych w I wojnie światowej, a także służył za tło do wystąpień i inscenizacji, organizowanych przez Adolfa Hitlera. Ponadto dwóch żołnierzy Wachregimentu Berlin pełniło przed obiektem wartę, której uroczyste zmiany odbywały się w niedziele, wtorki i piątki. Najważniejszą ingerencją w wygląd Nowego Odwachu, przeprowadzoną w tym czasie, było powieszenie na tylnej ścianie wnętrza drewnianego krzyża i umieszczenie dwóch ogromnych dębowych wieńców.
Podczas II wojny światowej, w 1945 roku Nowy Odwach został niemal całkowicie zniszczony, zaś w kolejnych latach, z powodu braku zabezpieczenia zrujnowany budynek ulegał dalszej degradacji – na dodatek w 1948 roku w nieznanych okolicznościach skradziony z niego został srebrny wieniec. W tym czasie rozważano różne warianty jego zagospodarowania, m.in. utworzenia w nim muzeum Schinkla lub Goethego w ramach Narodowego Panteonu Kultury i Nauki (niem. Nationalpantheon der Kultur und Wissenschaft), ponadto ze strony organizacji FDJ padła również propozycja rozbiórki budynku. Berlińska ludność wykorzystywała przy tym zniszczony Nowy Odwach zgodnie z jego dotychczasową rolą, składając w nim kwiaty i wieńce.
Kierownictwo rządzącej NRD partii SED zatwierdziło w 1951 roku remont budynku, zaś we wrześniu 1956 roku magistrat Berlina Wschodniego podjął decyzję o nadaniu mu funkcji Pomnika Ofiar Faszyzmu i Obu Wojen Światowych (niem. Mahnmal für die Opfer des Faschismus und der beiden Weltkriege). Prace przy odbudowie gmachu pod kierownictwem architekta Heinza Mehlana rozpoczęły się w następnym roku i trwały do 1960 roku. Podczas nich usunięto z powodów ideologicznych wiszący na ścianie drewniany krzyż, zaś na jego miejscu umieszczono napis z wykonanych z brązu liter: Den Opfern des Faschismus und Militarismus (pol. „Ofiarom Faszyzmu i Militaryzmu”). W maju 1960 roku odbudowany Nowy Odwach został oficjalnie otwarty jako Pomnik Ofiar Faszyzmu i Militaryzmu (niem. Mahnmal der Opfer des Faschismus und Militarismus). Począwszy od 1 maja 1962 roku przed obiektem wartę pełnili żołnierze Wachregimentu „Friedrich Engels”, której zmiana oraz uroczysty pochód odbywały się w każdą środę. W 1969 roku przeprowadzono przebudowę wnętrza gmachu, której projekt opracował architekt Lothar Kwasnitza. Podczas trwających zaledwie sześć tygodni prac usunięty został zniszczony wskutek działań wojennych czarny granitowy postument, zaś na jego miejscu urządzono niszę, wyłożoną zielonym marmurem. Na środku niszy postawiono szklany sześcian z wiecznym płomieniem, przed którym została umieszczona urna z prochami nieznanego żołnierza, otoczona ziemią pochodzącą z pól bitewnych II wojny światowej, a także urna z prochami nieznanego bojownika antynazistowskiego ruchu oporu, otoczona ziemią pochodzącą z niemieckich obozów koncentracyjnych. Na ścianie za sześcianem z wiecznym płomieniem umieszczona została kamienna intarsja z godłem NRD. Otwarcie budynku po przebudowie odbyło się 6 października 1969 roku, w przeddzień 20. rocznicy istnienia NRD.
Po zjednoczeniu Niemiec, jeszcze w 1990 roku z wnętrza Nowego Odwachu usunięto intarsję z godłem NRD, zaś znajdujący się w nim szklany sześcian przekazano Niemieckiemu Muzeum Historycznemu. Gmach przy tym decyzją rządu został przeznaczony na Centralne Miejsce Pamięci Republiki Federalnej Niemiec (niem. Zentrale Gedenkstätte der Bundesrepublik Deutschland). W związku z tym, w 1993 roku przeprowadzona została renowacja wnętrza budynku, na środku którego, nad urnami, umieszczono płytę z napisem: Den Opfern von Krieg und Gewaltherrschaft (pol. „Ofiarom Wojny i Tyranii”), zaś na niej została ustawiona wykonana przez Haaralda Hackego powiększona kopia rzeźby Mutter mit totem Sohn (pol. „Matka ze zmarłym synem”), autorstwa Käthe Kollwitz. Kollwitz stworzyła tę rzeźbę w 1937 roku w celu upamiętnienia syna Petera, który zginął we Flandrii podczas I wojny światowej w wieku 18 lat. Umieszczenie kopii rzeźby w Nowym Odwachu, będące pomysłem kanclerza Helmuta Kohla wzbudziło kontrowersje, wyrażające się w zarzutach o arbitralne fałszowanie prac Kollwitz, a także banalizację czystej abstrakcji wnętrza Tessenowa. 14 listopada 1993 roku Nowy Odwach został oficjalnie otwarty po renowacji. Od tamtej pory, w każdy Volkstrauertag przy obiekcie wartę pełnią żołnierze Wachbataillonu.

## Architektura

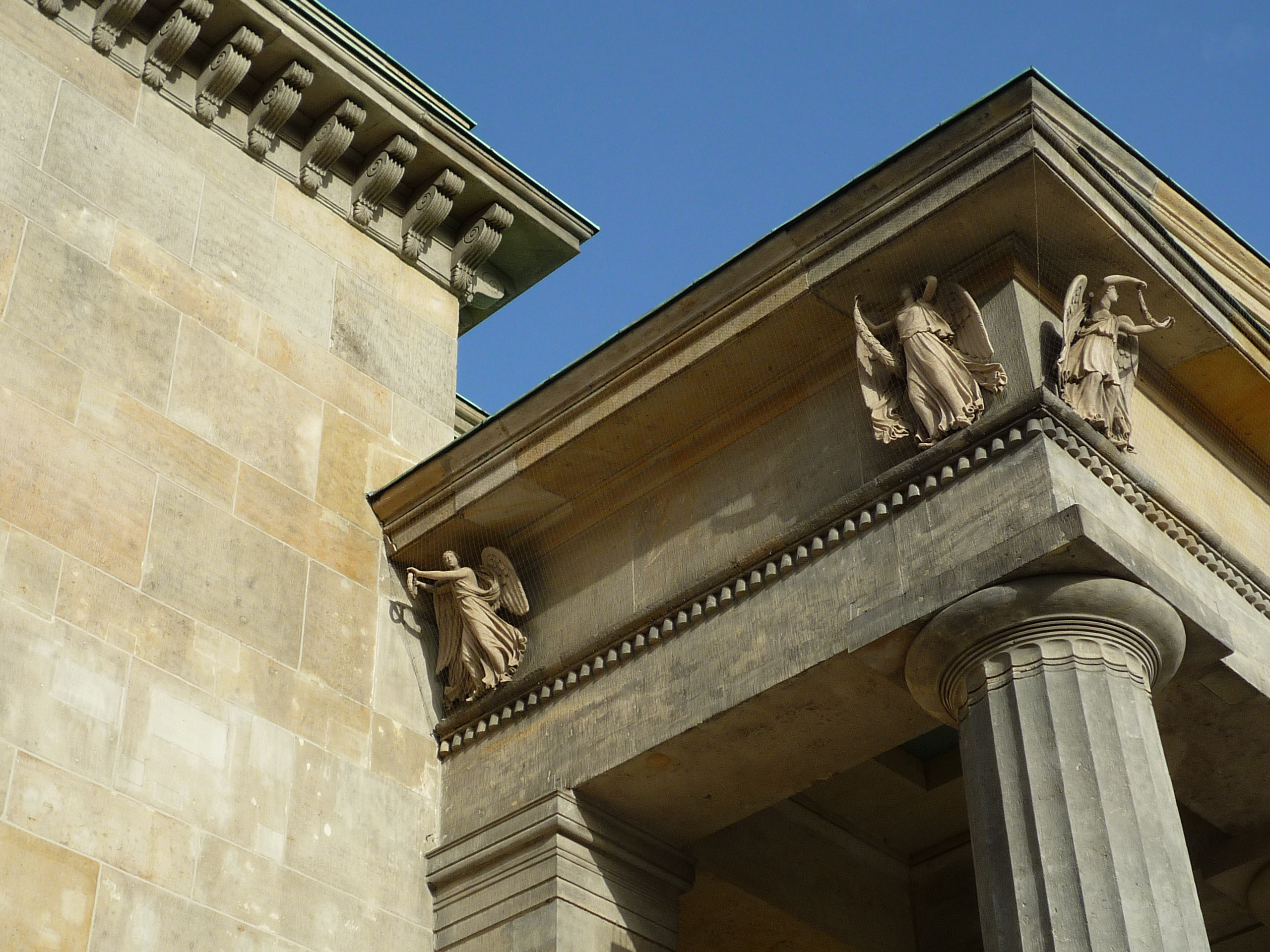
Boczna część portyku Nowego Odwachu

Nowy Odwach jest stosunkowo małym budynkiem o prostych formach oraz masywnych, narożnych ryzalitach. Charakteryzuje go, wsparty na doryckich kolumnach, surowy portyk, nadający mu monumentalności i pozwalający konkurować z położonymi obok niego Zeughausem i Uniwersytetem Humboldtów, a także współgrać ze znajdującą się naprzeciwko Operą Państwową.

Karl Friedrich Schinkel tak opisał w 1819 roku swoją inspirację dla projektu gmachu, a także konstrukcję jego portyku: 

Plan tego całkowicie swobodnie leżącego budynku jest w przybliżeniu wzorowany na rzymskim Castrum, z tego powodu ma cztery mocne, narożne wieże i wewnętrzny dziedziniec (...). Znajdujący się z przodu portyk, spoczywający na dziesięciu wolnostojących kolumnach i połączonych z nimi filarach ściennych jest zbudowany z saskiego piaskowca, architraw stanowią kamienne bloki, sięgające od jednej kolumny do drugiej, zaś kwadratowe kasety między nimi są również pokryte kamiennymi płytami. Położony w najpiękniejszym miejscu w Berlinie i otoczony wspaniałymi budowlami z dawnych czasów, ten budynek nie może być w żaden sposób zaniedbany.

W miejscu typowych dla porządku doryckiego tryglifów, na fryzie portyku Nowego Odwachu osadzonych zostało dziesięć odlanych z cyny figur Wiktorii, z kolei w środku tympanonu umieszczono relief przedstawiający Wiktorię zwracającą się do zwycięskich bohaterów z pola bitwy. Ze względu na koszty relief ten wykonano jako cynowy odlew pod kierownictwem Augusta Kissa w latach 1842–1846.

## Otoczenie

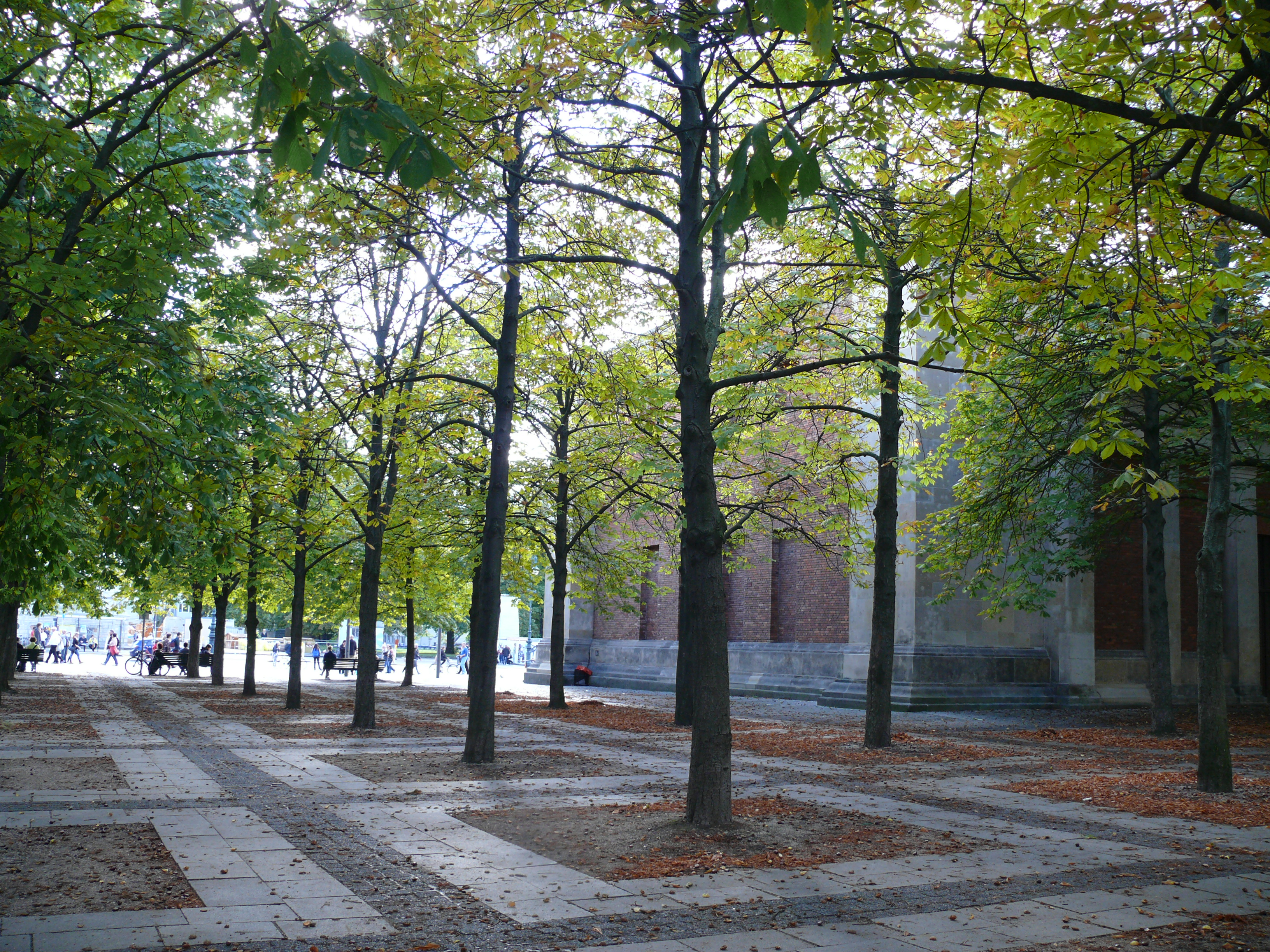
Kasztanowce przy Nowym Odwachu

Po ukończeniu budowy Nowego Odwachu Karl Friedrich Schinkel opracował projekt otoczenia obiektu, na który złożyły się zasadzone w obrębie budynku w regularnych odstępach kasztanowce. Drzewa te mają za zadanie zwiększanie architektonicznego oddziaływania wolnostojącego gmachu, a także stanowienie elementu pośredniczącego w stosunku do okolicznych budynków. Składający się z nich zagajnik wraz z będącym jego odpowiednikiem, obsadzonym lipami i położonym dokładnie po przeciwnej stronie ulicy ogrodem przy Prinzessinnenpalais stanowi jedyną w przebiegu Unter den Linden zieloną oś poprzeczną. W latach 1968–1969, zgodnie z projektem Rolfa Rühlego pomiędzy drzewami, a także na obszarze przed Nowym Odwachem ułożono wielkoformatowe, podłużne granitowe płyty na wzór siatki, pomiędzy którymi umieszczono kostki brukowe.
W 1822 roku, na obszarze przed Nowym Odwachem ustawiono wykonane z marmuru przez Christiana Daniela Raucha pomniki pruskich generałów: Gerharda von Scharnhorsta i Friedricha Wilhelma Bülowa von Dennewitza. W 1950 roku usunięto je z tego miejsca, po czym pomnik Bülowa umieszczono w magazynie, zaś pomnik Scharnhorsta został postawiony w 1961 roku w ogrodzie przy Prinzessinnenpalais, gdzie stał do 1990 roku, kiedy to został zdemontowany w celu przeprowadzenia prac renowacyjnych. W 2002 roku decyzją Senatu Berlina oba pomniki zostały postawione w tylnej części ogrodu przy Prinzessinnenpalais. W związku z antywojenną wymową Nowego Odwachu idea przywrócenia pomników na pierwotne miejsce nie miała wielu zwolenników.